# Wartislaw VIII.
Wartislaw VIII. (* 1373; † 20. oder 23. August 1415) war ein Herzog von Pommern aus dem Greifenhaus. Er regierte in Pommern-Wolgast ab 1394 gemeinsam mit seinem Bruder Barnim VI., nach dessen Tod 1405 alleine.

## Leben
Wartislaw VIII. war der zweite Sohn von Herzog Wartislaw VI. von Pommern-Wolgast. Er war zunächst für den geistlichen Stand vorgesehen, bereits im Alter von 14 Jahren wurde ihm das Archidiakonat von Tribsees verliehen. Doch 1393 verließ er den geistlichen Stand, um zu heiraten. Um den erforderlichen Dispens zu erhalten, soll er nach späterer Überlieferung eine Pilgerfahrt in das Heilige Land unternommen haben. Möglicherweise reiste er im August 1392 gemeinsam mit seinem Vetter Wartislaw VII. von Pommern-Stolp ab, der die Fahrt aber wegen einer Erkrankung abbrechen musste.
Nach dem Tode seines Vaters Wartislaw VI. 1394 regierte Wartislaw VIII. gemeinsam mit seinem älteren Bruder Barnim VI. in Pommern-Wolgast. In ihrer gemeinsamen Regierungszeit beteiligten sie sich zeitweise gemeinsam mit der Hanse am Kampf gegen die Seeräuberei, zeitweise betätigte sich Herzog Barnim VI. aber auch selber als Seeräuber, was zu einem gespannten Verhältnis zur Hanse und auch zum Deutschen Orden führte. Barnim VI. starb 1405. 
Nach dem Tode seines Bruders führte Wartislaw VIII. allein die Regierung in Pommern-Wolgast, auch als Vormund für die beiden Söhne seines Bruders, Wartislaw IX. (* 1400) und Barnim VII. (* um 1403/1405). Wartislaw VIII. einigte sich im März 1406 mit dem Hochmeister des Deutschen Ordens und trat eine Wallfahrt nach Rom an. Eine Goldene Rose, die ihm Papst Gregor XII. dort schenkte, übergab Wartislaw nach seiner Rückkehr dem Kloster Pudagla, wo sie bald als wundertätig verehrt wurde. Später wurde sie von Abt Heinrich (regierte 1479–1493) zerstört, da sie zum Gegenstand abgöttischer Verehrung geworden war.
In die Zeit seiner Regierung fiel der Papenbrand thom Sunde, bei dem 1407 in Stralsund eine aufgebrachte Menge drei Priester verbrannte. Er vermittelte 1409 einen Sühnevertrag, der die Angelegenheit aber nicht endgültig beilegen konnte. 
In dem Streit der Herzöge von Pommern-Stettin, also Swantibor I. und dessen Söhne Otto II. und Kasimir V., mit dem in der Mark Brandenburg herrschenden Hohenzollern Friedrich I. stand Herzog Wartislaw VIII. dem letzteren nahe. Er schloss ein Bündnis mit ihm und verlobte 1413 seinen Sohn Wartislaw mit Friedrichs Tochter Margarethe; doch starb Wartislaw 1414/1415 noch vor seinem Vater. Wartislaw VIII. reiste gemeinsam mit Friedrich zum Konzil von Konstanz, wo er durch König Sigismund belehnt wurde. Wartislaw reiste jedoch wegen Unruhen bald wieder nach Pommern zurück, so dass er am weiteren Verlauf des Konzils, insbesondere an der Verbrennung des Ketzers Johann Huß, nicht teilnehmen konnte. 
Herzog Wartislaw VIII. starb am 20. August 1415. Er ist in der St.-Petri-Kirche zu Wolgast bestattet. Nach seinem Tode führte zunächst seine Witwe Agnes mit einem ihr zur Seite gestellten Regentschaftsrat die Regierung für Wartislaws Söhne Barnim VIII. und Swantibor II. sowie für Wartislaw IX. und Barnim VII., die Söhne seines verstorbenen Bruders, bis Wartislaw IX., der älteste der vier, im Jahre 1417 die Regierung übernahm.

## Ehe und Nachkommen
Herzog Wartislaw VIII. heiratete Agnes, eine Tochter von Herzog Erich IV. von Sachsen-Lauenburg. Aus der Ehe gingen vier Kinder hervor: 
- Wartislaw (* um 1398; † 1414/1415)
- Barnim VIII. (* um 1406; † 1451) ⚭ Anna von Wunstorf
- Swantibor II. (IV.) (* um 1408/1410; † 1432/1436)
- Sophia († nach 1453) ⚭ Wilhelm, Herr zu Werle († 1436)

Seine Witwe Agnes starb im Jahre 1435 und ist im Kloster Pudagla bestattet.